# Norwegendebatte

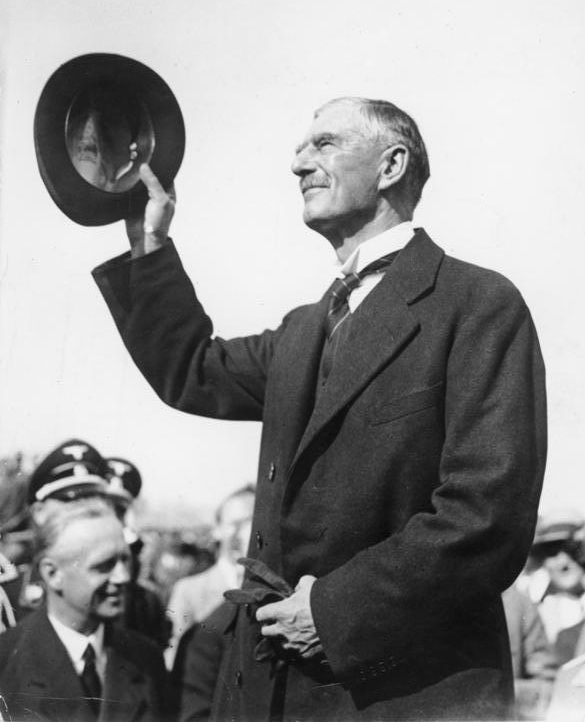
Neville Chamberlain

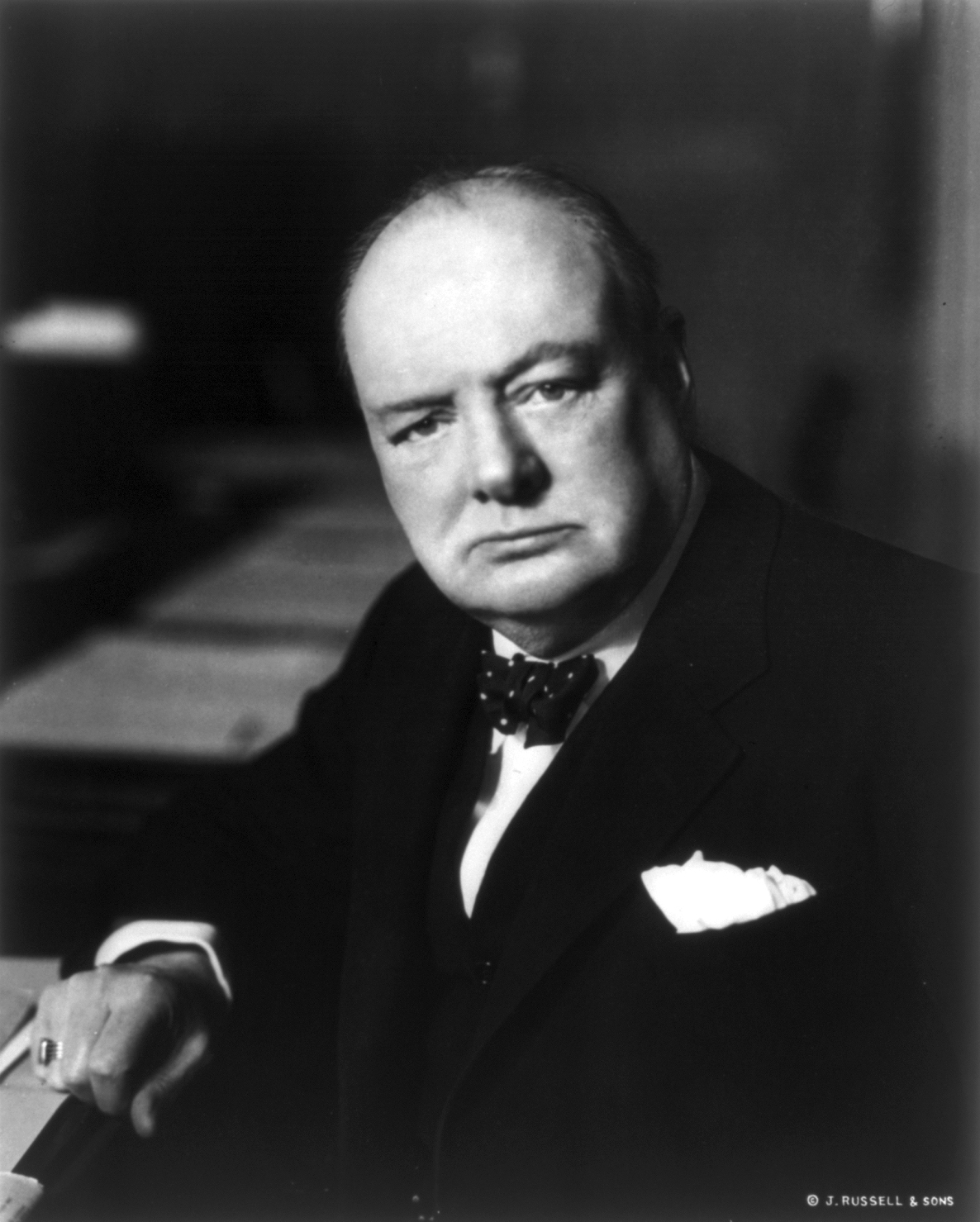
Winston Churchill

Norwegendebatte (englisch Norway Debate) oder auch Narvikdebatte (engl. Narvik Debate) bezeichnet eine parlamentarische Krise im britischen Unterhaus (House of Commons) während des Zweiten Weltkriegs. In den am 7. und 8. Mai 1940 stattgefundenen Parlamentssitzungen wurden der konservativen Regierung strategische Versäumnisse angelastet, die zur Besetzung Norwegens durch die deutsche Wehrmacht geführt hatten. Unmittelbares Ergebnis der Debatte war der Sturz der Regierung Neville Chamberlains (1937–1940) und die Bildung einer Allparteienregierung unter Winston Churchill (1940–1945) am 10. Mai.

## Hintergrund
Historischer Hintergrund der Norwegendebatte bildet der beginnende Zweite Weltkrieg in Europa. Großbritannien und Frankreich, die Garantiemächte Polens, hatten dem Deutschen Reich als Antwort auf den Überfall auf Polen am 3. September 1939 den Krieg erklärt, sich aber in den folgenden Monaten militärisch passiv verhalten (Sitzkrieg). Winston Churchill, nach Kriegsausbruch als Erster Lord der Admiralität von Premierminister Neville Chamberlain in dessen Kriegsregierung berufen, plante, das Deutsche Reich von den kriegswichtigen schwedischen Erzlieferungen abzuschneiden. Da sie hauptsächlich über den norwegischen Hafen Narvik abgewickelt wurden, wollte er das Land, ungeachtet dessen Neutralität, durch britische Truppen besetzen lassen (Operation Wilfred). Mit Beginn des Unternehmens Weserübung am 9. April 1940 kam die deutsche Wehrmacht den britischen Landungstruppen zuvor.

## Verlauf
Am 7. Mai erstattete Premierminister Chamberlain vor dem Unterhaus Bericht über die aktuelle militärische Lage in Norwegen. Als er erklärte, dass man die alliierten Brückenköpfe in Mittelnorwegen aufgrund der deutschen Luftherrschaft nicht erweitern, sondern aufgeben musste, entspann sich eine heftige Debatte. Angesichts der angespannten militärischen Lage warfen ihm sowohl Abgeordnete seiner eigenen Regierungsfraktion (Leopold Amery, Duff Cooper, Roger Keyes) als auch Abgeordnete der Liberalen (David Lloyd George) und der Labour-Opposition (Clement Attlee) unzureichende Planung und Vorbereitung sowie mangelhafte Durchführung des Norwegenunternehmens vor. Schließlich verbreiterten sie den Fokus ihrer Kritik auf die gesamte Kriegsführung und die gescheiterte Appeasement-Politik und überhäuften die konservative Regierung mit scharfen Versäumnis-Vorwürfen. Der konservative Abgeordnete Leopold Amery beendete seine Rede mit dem (ursprünglich von Oliver Cromwell an das Rumpfparlament gerichteten) Aufruf: "Sie haben hier zu lange gesessen für alles Gute, das Sie getan haben. Gehen Sie, sage ich, in Gottes Namen, gehen Sie!" (You have sat too long here for any good you have been doing. Depart, I say, and let us have done with you. In the name of God, go!). Churchill, der als Marineminister (seit Kriegsbeginn) auf der Regierungsbank saß, versuchte die Regierung Chamberlain zu verteidigen, hielt aber – in den Worten von Dingle Foot – die „am wenigsten überzeugende Rede“ seiner Parlamentskarriere.

Die neue Regierung Churchill am 11. Mai

In der Abstimmung über die Vertagung des Hauses am 8. Mai – de facto, wenn auch nicht der Form nach, eine Vertrauensfrage – sank die Unterstützung für die Regierung von ursprünglich 418 Stimmen (bei Amtsantritt 1939) auf 281 – eine Majorität von nur noch 81 Stimmen. Chamberlain beschloss am 9. Mai, die sich aus der Abstimmung ergebenden Konsequenzen zu ziehen und sein Amt abzugeben. Die aussichtsreichsten Kandidaten für seine Nachfolge waren Churchill und Lord Halifax. Halifax, der in der Frage des Appeasement belastet war, ließ Churchill den Vortritt, der am Morgen des 10. Mai seine neue Regierung vorstellte. Mit Clement Attlee und Ernest Bevin traten nun führende Mitglieder der Labour-Party in die neue Regierung ein, die sich auf eine Allparteienkoalition stützen konnte.

## Originaltext der Debatte
Der Originaltext der Debatte ist einsehbar in Hansard (Stenographische Protokolle der britischen Parlamentssitzungen): Fünfte Serie, Band 360, Spalten 1073–1196 und 1251–1366.